# Oli de coco

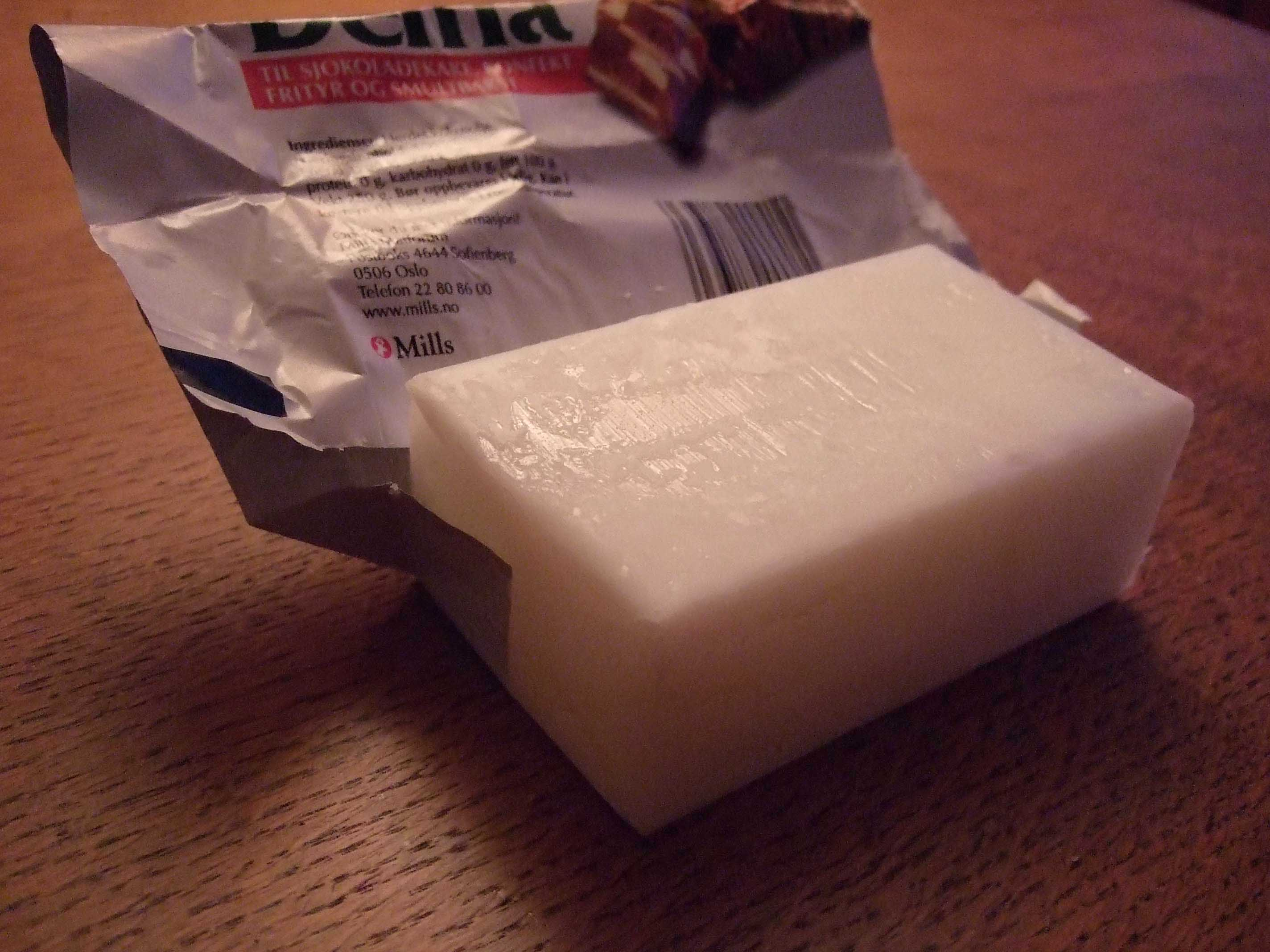
Oli de coco endurit - 100% de greix.

L'oli de coco o oli de copra és un oli vegetal que s'extreu del fruit dels cocos, els fruits del cocoter (Cocos nucifera). També és conegut com a mantega de coco. No s'ha de confondre amb l'oli de palma que s'extreu d'unes altres palmeres, del gènere Elaeis. Les illes Filipines n'és el principal productor del món. La producció d'oli de 2005 a 2009 està al voltant de 3 milions de tones.
| Any                         | 2005–06 | 2006–07 | 2007–08 | 2008–09 |
| Producció, Milions de tones | 3,46    | 3,22    | 3.53    | 3,33    |

## Obtenció

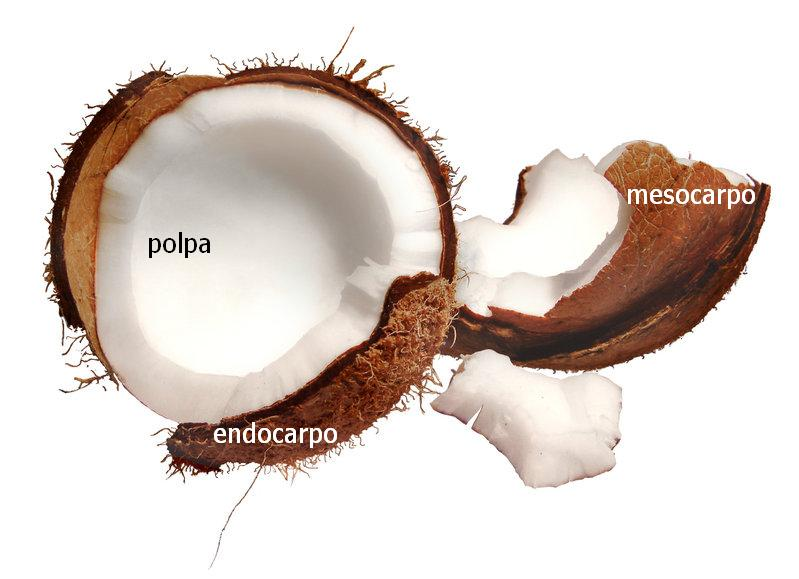
Coco obert.

S'obté per via humida afegint una mica d'aigua a la polpa dels cocos i esprement-la. la separació de l'oli simplement es fa per flotació, aquest és un sistema tradicional i casolà. Altres mètodes separen l'oli de la resta líquida per escalfament o centrifugació per exemple.
Per via seca, la polpa del coco quan està seca s'anomena copra, es fa per premsat l'oli de copra s'ha de refinar i no té les propietats de l'oli de coco verge. L'oli de coco extra verge és aquell que és premsat en fred i no és sotmès al procés de refinació i que té menys del 0,5% d'acidesa. Es solidifica per sota dels 25 °C.

## Ús
Com oli de cuina per fregir en diversos països asiàtics, es considera un oli comestible i comença a fer fum a 180 °C. Principalment s'utilitza en cosmètics per les seves propietats emol·lients, en forma de sabons i cremes, actua sobre la pell com una capa protectora que ajuda a retenir la humitat i recomanat en pells fines irritades i nflamades.
Industrialment es fa servir en cobertures de xocolata per a gelats o en resines per la indústria química. És la matèria primera per a produir Dietanolamida d'àcids grassos, derivades de l'alcohol làuric com el lauril sulfat de sodi inhibidor de la corrosió, olis sulfonats i productes cosmètics de neteja i altres.